# Гоцци, Джованни
Джованни Гоцци (итал. Giovanni Gozzi; 19 октября 1902, Милан, Италия — 11 августа 1976, Aрма-ди-Таджа, провинция Империя, Италия) — итальянский борец греко-римского стиля, чемпион и призёр Олимпийских игр, чемпион и призёр чемпионатов Европы, чемпион Италии (1922, 1926—1934, 1936) 

## Биография
В 1922 году добился первого успеха, победив на чемпионате Италии
Выступал на Летних Олимпийских играх 1924 года в Париже. Боролся в весовой категории до 58 килограммов (наилегчайший вес). Турнир проводился по системе с выбыванием после двух поражений, а места распределялись соответственно количеству выигранных схваток. Схватка продолжалась 20 минут и если победитель не выявлялся в это время, назначался дополнительный 6-минутный раунд борьбы в партере. В категории боролись 25 спортсменов.
| Круг | Соперник        | Страна    | Результат | Основание | Время схватки |
| ---- | --------------- | --------- | --------- | --------- | ------------- |
| 1    | Вяйнё Иконен    | Финляндия | Поражение | По очкам  | -             |
| 2    | Антон Коолман   | Эстония   | Победа    | По очкам  | -             |
| 3    | Ансельм Альфорс | Финляндия | Поражение | По очкам  | -             |

Проиграв две схватки, выбыл из соревнований, заняв 15-е место. 
В 1925 году взял второе место на чемпионате Европы, а в 1927 году стал чемпионом Европы.
На Летних Олимпийских играх 1928 года в Амстердаме боролся в весовой категории до 58 килограмма (наилегчайший вес). Турнир проводился по системе с выбыванием из борьбы за чемпионский титул после двух поражений категории боролись 19 спортсменов. .
| Круг                    | Соперник        | Страна       | Результат | Основание | Время схватки |
| ----------------------- | --------------- | ------------ | --------- | --------- | ------------- |
| 1                       | Ансельм Альфорс | Финляндия    | Победа    | По очкам  | -             |
| 2                       | Альфонс Ариа    | Франция      | Победа    | Туше      | -             |
| 3                       | Пьер Моллин     | Бельгия      | Победа    | Туше      | -             |
| 4                       | Индржих Маудр   | Чехословакия | Поражение | По очкам  | -             |
| 5                       | Эдён Зомбори    | Венгрия      | Победа    | По очкам  | -             |
| Схватка за третье место | Оскар Линделёф  | Швеция       | Победа    | Туше      | -             |

На Летних Олимпийских играх 1932 года в Лос-Анджелесе боролся в категории до 61 килограммов (полулёгкий вес); титул оспаривали 8 человек. Выбывание из турнира проходило по мере накопления штрафных баллов. Схватку судили трое судей, за чистую победу штрафные баллы не начислялись, за победу решением судей при любом соотношении голосов начислялся 1 штрафной балл, за проигрыш решением 2-1 начислялись 2 штрафных балла, проигрыш решением 3-0 и чистый проигрыш карался 3 штрафными баллами.
| Круг | Соперник       | Страна    | Результат | Основание                | Время схватки |
| ---- | -------------- | --------- | --------- | ------------------------ | ------------- |
| 1    | Лаури Коскела  | Финляндия | Победа    | Туше (0 штрафных баллов) | 0:58          |
| 2    | -              | -         | -         | -                        | -             |
| 3    | Киёси Касё     | Япония    | Победа    | Туше (0 штрафных баллов) | 16:20         |
| 4    | Вольфганг Эрль | Германия  | Поражение | 3-0 (3 штрафных балла)   | -             |

В четвёртом круге, не имея штрафных баллов, боролся с Вольфгангом Эрлем (Германия), который к этой схватке имел уже три штрафных балла. Таким образом, Джованни Гоцци мог позволить себе проиграть схватку с любым результатом, кроме чистого проигрыша (даже чистый проигрыш оставлял шансы для Гоцци на победу, но тогда окончательный результат зависел от результата последующей схватки Эрля с Лаури Коскела). Джованни Гоцци проиграл по решению судей со счётом 3-0, получив три штрафных балла, соответственно Эрль, получив ещё балл, накопил четыре и выбыл из числа претендентов на первое место;
В 1934 году стал третьим на чемпионате Европы. Несмотря на то, что он в 1936 году победил на чемпионате Италии, он не смог поехать на Олимпийские игры в Берлине ввиду травмы, полученной в аварии. Закончив карьеру, перешёл на тренерскую работу. 
Умер в 1976 году